# Sindrome di Rothmund-Thomson
La sindrome di Rothmund-Thomson è una rara genodermatosi caratterizzata da poichilodermia, anomalie scheletriche ed aumentato rischio di sviluppare osteosarcomi.

## Epidemiologia
È una patologia estremamente rara, a trasmissione autosomica recessiva, con soli 300 casi identificati.

## Eziologia
Il 40-60% degli individui affetti presenta mutazioni del gene RECQL4, presso il locus 8q24.3, codificante per la DNA elicasi, proteina fondamentale per una corretta replicazione del DNA e per riparare i danni indotti da raggi UV; vengono classificati come affetti da sindrome di Rothmund-Thomson di tipo II caratterizzata da poichilodermia, fotosensibilità e aumentato rischio di sviluppare ostesarcomi. I restanti presentano verosimilmente mutazioni su altri geni sinora non identificati e vengono classificati come affetti da sindrome di Rothmund-Thomson di tipo I caratterizzata da un fenotipo più lieve con poichilodermia e cataratta giovanile.

## Istopatologia
Nell'infanzia si riscontrano atrofia epidermica, appiattimento delle creste epidermiche ed edema presso la giunzione dermo-epidermica; a livello del derma si notano aumentata vascolarizzazione ed infiltrato linfocitario perivascolare. Nell'adulto sono presenti discheratosi bowenoide nell'epidermide e frammentazione dei filamenti di elastina nel derma conseguenti alla fotosensibilità determinata dalla patologia.

## Clinica
Le prime lesioni insorgono attorno ai 3-6 mesi di vita e sono costituite da un eritema transitorio che da cui si sviluppano placche eritematose ed edematose al volto, in particolare a fronte, guance, mento e padiglioni auricolari. Le lesioni si estendono poi agli arti superiori e alle gambe quindi alle cosce e ai glutei. Le placche eritematose evolvono quindi in atrofia e teleangectasie diffuse simili a quelle di una radiodermatite. L'esposizione alla luce solare tende ad aggravarle determinando la comparsa di bolle e a causarne l'estensione anche in aree non fotoesposte dove tuttavia le lesioni sono meno severe. Segue la comparsa di iperpigmentazione brunastra o ipopigmentazione a macule irregolari o reticolate che si può estendere al collo e al tronco. Le lesioni dopo l'infanzia tendono a rimanere immutate ma in seguito a fotoesposizione è frequente lo sviluppo di estese cheratosi attiniche che possono degenerare in carcinomi basocellulari o spinocellulari.
I capelli, le ciglia, le sopracciglia, i peli ascellari e pubici risultano radi, sottili e fragili e frequentemente persino assenti. Le unghie possono essere normali o distrofiche. I denti sono spesso normali.
Lo sviluppo di cataratta giovanile bilaterale è molto frequente nel tipo I e piuttosto comune (10-40% dei casi) anche nel tipo II. Le anomalie scheletriche riguardano in particolare il raggio del primo dito con ipoplasia delle falangi, difetti o assenza del radio. I pazienti sono di bassa statura, hanno mani e piedi piccoli e dita corte. Circa il 30% dei pazienti sviluppa un osteosarcoma nel corso della vita ed è inoltre aumentato il rischio di sviluppare leucemie, linfomi e sindromi mielodisplastiche. A livello endocrino sono frequenti l'iperparatiroidismo e l'ipogonadismo.
L'aspettativa di vita è sostanzialmente normale per tutti quei pazienti che non sviluppano tumori maligni.

## Diagnosi
La diagnosi è volta a ricercare i segni clinici tipici di questa patologia e viene confermata da analisi molecolari che permettono di identificare la mutazione responsabile della patologia in una parte dei pazienti. È necessario un emocromo per escludere gravi patologie ematologiche. Sono consigliate radiografie agli arti superiori ed inferiori entro i 5 anni di età per confermare o escludere eventuali anomalie scheletriche o osteosarcomi.

## Terapia
È fondamentale un'adeguata fotoprotezione per tutti i pazienti al fine di ridurre lo sviluppo di nuove lesioni ed impedire l'evoluzione di quelle presenti. L'etretinato sembra essere utile per ridurre la gravità delle lesioni cutanee. Il laser pulsato risulta efficace nel trattamento delle teleangectasie.